# Zahoránszky Ibolya
Zahoránszky Ibolya (Máramarossziget, 1936. március 5. – Máramarossziget, 2005. május 5.) erdélyi magyar újságíró, szerkesztő, közművelődés-szervező.

## Életútja
Középiskolai tanulmányait szülővárosában végezte, a Bolyai Tudományegyetemen szerzett történelem szakos tanári diplomát 1958-ban. 1958–1960 között Hosszúmezőn, 1960-tól 1990-ig, nyugdíjazásáig Máramarosszigeten tanított, de ezután is tovább dolgozott (1998-ig) a 9. sz. Általános Iskolában és a Dragoş Vodă Líceumban. Az 1989-es romániai forradalom után Máramarossziget és környéke magyar művelődési életének újraszervezője; a Hollósy Simon Művelődési Egyesület alapítója (1992) és elnöke, fáradhatatlan szervezője majd másfél évtizedig. Magyarház-láncolatot, könyvtárat, népfőiskolát, egyleti kórust szervezett, próbálta a szórványmagyarságot egyben tartani, kulturális hagyományait ápolni.
Első írása (Műemlékek, szép házak Máramarosszigeten) 1976-ban jelent meg az Új Életben. Rendszeresen közölt művelődési tárgyú cikkeket a Bányavidéki Új Szó és a Szigeti Turmix hasábjain. 1998-tól a Máramarosi Hírnök főszerkesztője, ő szerkesztette a lap Millenniumi Albumát is (Máramarossziget, 2000).
Bendorfeanu Doina és Hobán Ilona társszerzőjeként részt vett a nemzetiségi iskolák számára 1972–85 között kiadott V–VI. osztályos román nyelv tankönyvek összeállításában.

## Díjak, elismerések
- Munkásságát az Erdélyi EMKE 2000-ben a Gróf Kun Kocsárd-díjjal ismerte el.